# 丘苔蛾属
丘苔蛾属（学名：Churinga）为灯蛾科的一个属。

## 下属物种
本属包括以下物种：
- 丝丘苔蛾 Churinga metaxantha Hampson, 1895
- 橙褐丘苔蛾 Churinga virago Rothschild, 1913